# Масуд-хан I
Масуд-хан I (д/н — 1097) — 5-й каган Західнокараханідського ханства у 1095—1097 роках.

## Життєпис
Походив з алідської гілки Караханідів. Онук кагана Ібрагіма I, син Мухаммада. Відомостей про нього обмаль.1095 року внаслідок заколоту військовиків було повалено його стриєчного брата — кагана Ахмад-хана I . В результаті владу отримав Масуд-хан I.
Ймовірно був союзником Ахмада Санджара, маліка Хорасану, і хорезмшаха Екінчі ібн Кочкара. 1097 року разом з останнім зазнав поразки від еміра Дадбек Хабаші ібн Алтунташ й загинув. Владу захопив стриєчний брат Сулейман Кадир-Тамгач-хан.